# Gnophos püngeleri
Gnophos püngeleri är en fjärilsart som beskrevs av Bohatsch 1910. Gnophos püngeleri ingår i släktet Gnophos och familjen mätare. Inga underarter finns listade i Catalogue of Life.